# アミガサユリ
アミガサユリ（編笠百合）ユリ科バイモ属の半蔓性多年草。原産地は中国で、観賞用として栽培される事が多い。

## 形態
茎高50cm程度、葉は三〜五輪生し線状披針形で無柄。上部では互生し、先端が反巻する。花期は早春で、茎頂に2つほどの花を下向きに咲かせる。花被片は淡緑色で6個ある。花径約3cmで鐘状花であり、内側に黒紫色の網目状斑紋を持つ。そのため編笠百合の名がある。地下に鱗茎を持ち、梅雨頃から休眠する。鱗茎は二枚の厚い貝状の鱗片が相対しており、貝母の名のもととなっている。

## 薬効と毒性
乾燥させた鱗茎は貝母と呼ばれる生薬として日本薬局方に収載されており、粉末が去痰・鎮咳・催乳・鎮痛・止血などに用いられる。貝母は、清肺湯、滋陰至宝湯などの漢方処方に用いられる。鱗茎をはじめ全草にフリチリン・フリチラリン・ベルチシンなどのアルカロイドを含む。心筋を侵す作用があるので副作用として血圧低下、呼吸麻痺、中枢神経麻痺を引き起こす事もある。また、呼吸数や心拍数が低下する事もあるため、使用時は量に注意すべきである。